# Vihorlat
La Vihorlat est un pic du massif d'origine volcanique des monts du Vihorlat partie des Carpates orientales, dont il est le point culminant avec 1 076 mètres d'altitude. Le massif se situe dans l'Est de la Slovaquie.
Il abrite localement des restes de forêt considérée comme à haute naturalité (presque primaire) et des forêts intensivement exploitées (sylviculture de résineux notamment).

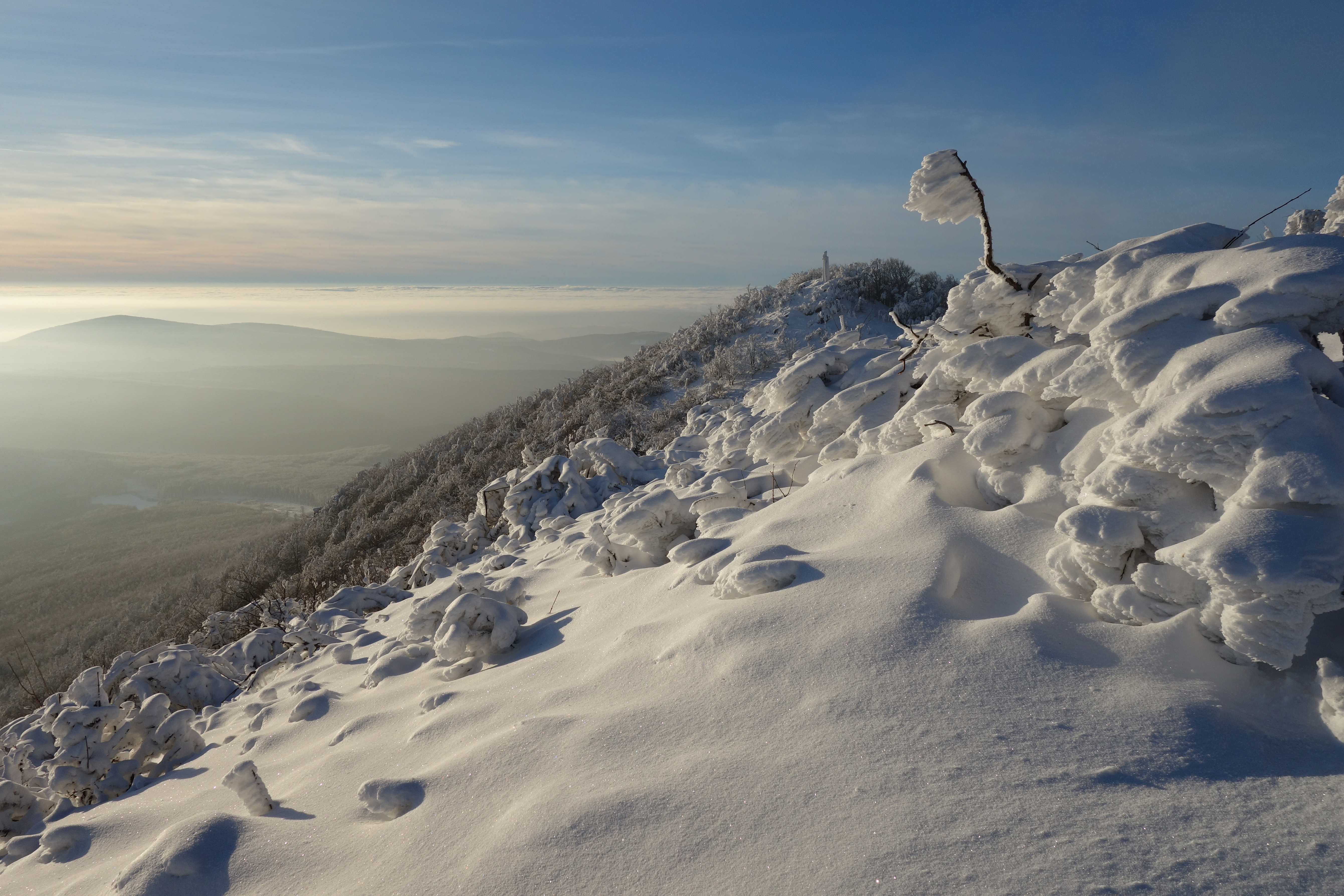
Vue depuis le sommet du Vihorlat avec, au loin, le mont Kyjov (821 m), en hiver.

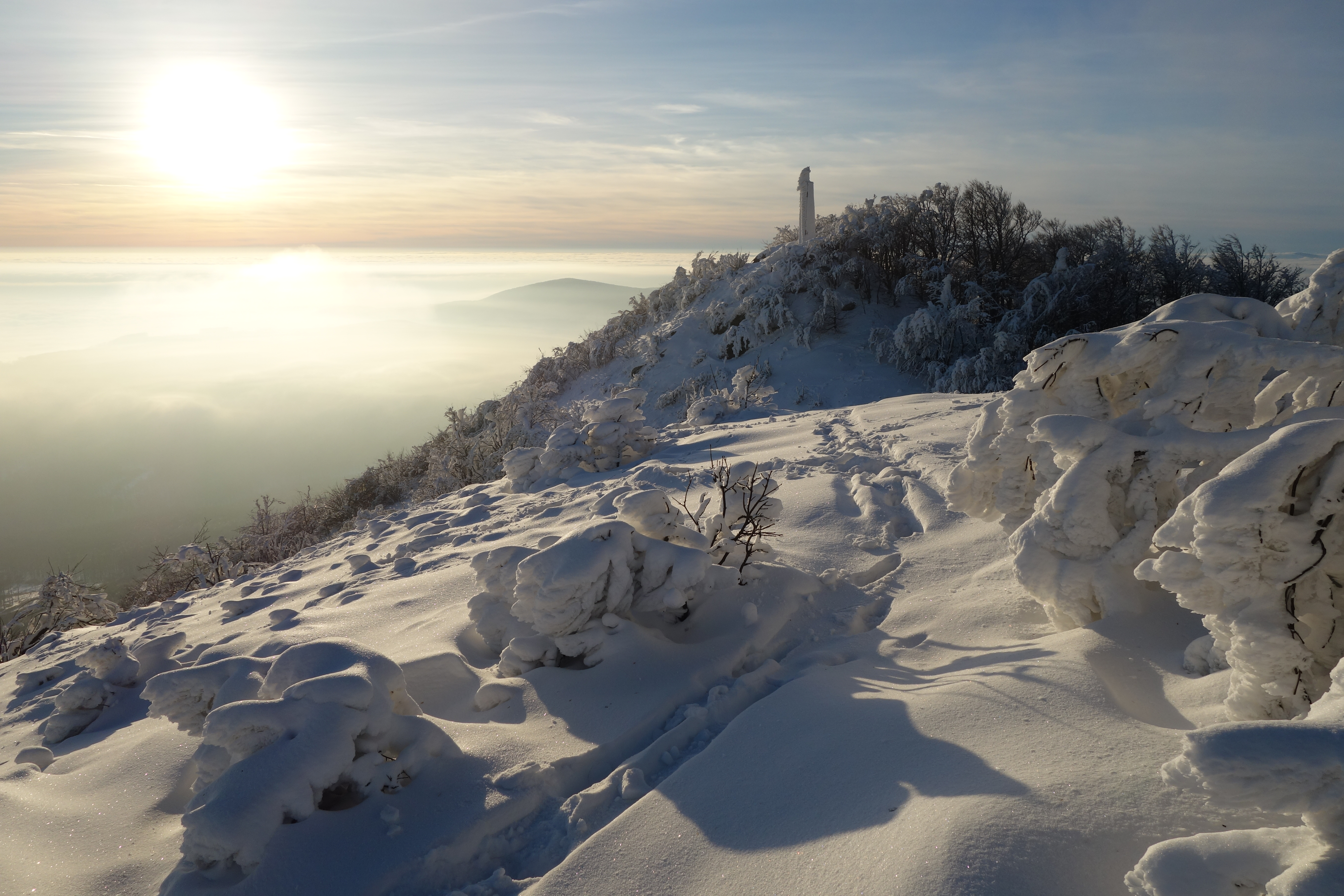
La même, un peu plus près du sommet.